# История Урупа
Остров издревле являлся местом промысла каланов и других морских животных, обитающих в его прибрежных водах. В историческую эпоху коренными жителями острова были айны, хотя до второй половины XVIII века их постоянных поселений на Урупе не было. Айны как северных, так и южных Курильских островов съезжались сюда в охотничью пору, поэтому остров был и местом встреч для торга между данными туземцами.

### В спорном статусе

#### Первые высадки
20 июня 1643 года экспедиция голландского моряка Маартена Герритсена де Фриза обнаружила пролив между островами Итуруп и Уруп (в настоящее время пролив Фриза). Де Фриз по ошибке посчитал остров Итуруп (и, соответственно, находящийся ещё южнее Кунашир) северо-восточной оконечностью Хоккайдо (который тогда назывался Эдзо), а Уруп — частью Американского континента. В тот же день 20 июня голландские моряки впервые высадились на Урупе. 23 июня 1643 года де Фриз установил на плоской вершине высокой горы острова Урупа деревянный крест и объявил эту землю собственностью Голландской Ост-Индской компании.
В 1712—1713 гг. по распоряжению приказчика В. Колесова, действовавшего по указанию правительства, Курильские острова посещал И. Козыревский. По возвращении И. Козыревский доложил В. Колесову о своем путешествии и «составил тем островам чертеж и даже до Матсманского острова» (т. е. до Хоккайдо).
В 1726 году И.Козыревский докладывал В.Берингу, что он «на ближних морских островах был и другие видел и самовластных народов проведал». Согласно добытым им сведениям, «итурупцы и урупцы самовластно живут и не в подданстве» (т.е. были независимы).
Во времена «описей» второй половины 18 — начала 19 века остров также имел номерное обозначение в составе Курильской гряды — Восемнадцатый.
В 1766 году по указанию сибирского губернатора Д. И. Чичерина к южным Курильским островам были отправлены тойон (вождь) с острова Парамушир Никита Чикин и сотник с Камчатки Иван Чёрный. Им надлежало «уговаривать курильцев в подданство, не оказывая при том, не только делом, но и знаком грубых поступков и озлобления, но привет и ласку». Однако Чикин скоропостижно умер и во главе экспедиции встал Чёрный. На зимовку 1768/1769 годов он остановился на 18-м острове (Урупе) на берегу единственной пригодной гавани Алеутка (Ванинау).
Чёрный оставил следующее описание Урупа:
18-й остров по курильскому названию Уруп, по переводу значит, что в состоящем посредине острова на северной стороне озера, называемом Топо, имеется рыба красная... На острову имеются лисицы бурыя, сиводущатыя и красныя, добротою плохия, а по восточной стороне — бобры и нерпы, и для ловли их в летнее время приходят сюда с 19-го острова мохнатые курильцы. Лесу березоваго и таловаго, годнаго для строения тамошних юрт, довольно, а прочий лес, как и на других островах; для пищи кореньев, трав и пучек, в том числе на лопатке морковных, довольно; только ягод кроме почти одной рябины, нет. 
Во время зимовки Чёрный пил, браконьерствовал и издевался как над своими спутниками — казаками, так и над айнами.
В 1770 году к Урупу подходило судно якутского купца П. Протодьяконова для промысла каланов и останавливалось на зимовку в одной из бухт южного побережья.
Озлобленные действиями Чёрного и других купцов, айны в 1771 году взбунтовались и перебили многих русских на островах Чирпой (точнее, Маканрур, объединяемый с Чирпоем и Брат-Чирпоевым в единый условный 17-й остров) и Уруп.

#### Первое русское поселение (Антипина-Шабалина)
В 1770-е сибирские власти, стремясь закрепить Курильские острова за Россией, разработали план создания на острове Уруп русского поселения, торговой базы и укрепления.
В 1774 году было снаряжено судно якутского купца П.С. Лебедева-Ласточкина «Екатерина», но оно затонуло у берегов Камчатки.
В 1775 году Лебедев-Ласточкин пригласил в компанию молодого рыльского купца Г.И. Шелихова и снарядил вместе с ним судно «Св. Николай» с 45 работными людьми, 1 боцманом и 3 матросами. Во главе экспедиции был поставлен сибирский дворянин Иван Михайлович Антипин, знавший японский язык.
Первое поселение на Урупе просуществовало около десяти лет с 1776 по 1785 гг. «Св. Николай» вышел из Петропавловска 24 июня 1775 года. К Урупу он подошел в конце июля 1776 года. И. Антипин побоялся войти в бухту на южной стороне острова, где раньше зимовало судно П. Протодьяконова, из-за айнов, которые в свое время враждовали с русскими, мстя им за жестокости. И. Антипин повел судно вдоль берега, выискивая другую подходящую пристань. Она была найдена, но вытащить судно на берег не удалось, и осенние бури его разбили, но все снаряжение было спасено.
Лебедев-Ласточкин, узнав о гибели «Св. Николая» и неурядицах в компании на Урупе, отправил в помощь Антипину иркутского посадского Дмитрия Яковлевича Шабалина с людьми на двух байдарах. Одновременно он с помощью сибирского губернатора Ф.Г. Немцева снарядил в Охотском порту бригантину «Св. Наталия». На ней отправились на Уруп штурман Михаил Петушков, новые промышленники, среди которых был сольвычегодский крестьянин Василий Корнилович Звездочётов, впоследствии сыгравший большую роль в освоении острова.
10 сентября 1777 года «Св. Наталия» вышла из Охотска  и в октябре, сообщившись в пути с отрядом Д. Шабалина, прибыла на Уруп. «Разгрузя судно и соединив всех промышленных в одну компанию, остались на том острове зимовать».
Весной 1778 года Д.Шабалин с отрядом на трех байдарах отравился на южные острова «для приведения “мохнатых" в подданство, разведывания неизвестных земель и живущих на них, определения числа народов и жилищ их для свидания с японцами». Ему с успехом удалось выполнить поставленную задачу и даже договориться с японцами о встрече в условленном месте для торговли и продолжения переговоров через год, после чего «Св. Наталия» вернулась в Охотск 29 августа 1778 года.
П.С. Лебедев-Ласточкин, обрадованный удачным исходом экспедиции и желая поправить свои дела, немедленно приступил к подготовке нового плавания. 7 сентября того же года «Св. Наталия», нагруженная «...разными российскими и немецкими товарами» отправилась в путь. Начальником экспедиции был Д. Шабалин, переводчиком — И. Антипин, а мореходом — штурманский ученик Ф. Путинцев. В сентябре 1778 года судно снова прибыло на Уруп в бухту Ванинау и было поставлено на отстой в устье речки, где участники похода зимовали и занимались промыслами. Летом 1779 г. «Св. Наталия» с экспедицией Д. Шабалина и И. Антипина прибыла к берегам о-ва Матсмай. Здесь завязывается торговля с японцами и ведутся переговоры о дальнейших торговых сношениях. Однако 5 сентября 1779 года японские власти запретили торговлю и даже попытались воспрепятствовать русским посещать острова Кунашир и Итуруп.
После 1779 года в экономике поселения наступила кризисная полоса, так как императрица Екатерина II избавила айнов от обязанности платить казакам ясак.
Навигация подходила к концу, поэтому «Св. Наталия» 29 октября 1779 года возвратилась на Уруп и встала на зимовку, которая прошла как никогда плохо. В своем донесении И. Антипин ярко описал невзгоды и беды, выпавшие на долю зимовщиков. Некоторые из них, не выдержав тягот зимовки (сурового климата, грубой пищи, плохого жилья), заболели и умерли; в январе и феврале 1780 года отмечались частые, почти ежедневные землетрясения.
Утром 18 июня 1780 года произошло особенно сильное землетрясение. Вода стала стремительно уходить из бухты, чтобы потом «идти валом, возвысившись выше всех малых кекуров сажен в пять или шесть». Бригантину выбросило на берег, несколько человек погибло, жилье было снесено, продукты уничтожены или испорчены морской водой. Неоднократные попытки спустить судно на воду не увенчались успехом. Было решено, что И. Антипин с отрядом из 14 человек отравится на Камчатку докладывать о случившимся и просить помощи, а Д. Шабалин с оставшимися на Урупе 52 участниками экспедиции будет продолжать промыслы. Узнав от И. Антипина о случившимся, П.С. Лебедев-Ласточкин пытался помочь снять «Св. Наталию». В сентябре 1781 г. к Урупу подходил галиот «Св. Георгий», но ничего не смог сделать с бригантиной и ушел на промысел на Алеутские острова. Д. Шабалин, пытаясь самостоятельно выручить «Св. Наталию», прокопал канал от судна к берегу, однако снять судно так и не удалось. Видя бесплодность своих попыток, Д. Шабалин решил покинуть остров. Он на байдарах перебрался в Большерецк, а в 1782 году достиг Охотска, где застал готовый к отплытию галиот «Св. Павел». Однако Урупа «Св. Павел» достиг только 26 июня 1784 года, но и на этот раз снять бригантину не удалось из-за раздоров между передовщиками и рабочими. Галиот ушел на Алеутские острова, а Шабалин с 11 рабочими еще раз остался зимовать на Урупе, и лишь в 1785 году вернулся в Большерецк.
Первый японский чиновник Могами Токунаи посетил Уруп в 1786 году.
Знания россиян того времени об острове приведены у Г.И. Шелихова в его «Путешествии г. Шелехова с 1783 по 1790 год из Охотска по Восточному Океану к Американским берегам...»:

Уруп, осмыйнадесять Курильской остров отстоит от предъидущего на 25 верст; длиною около 200, а шириною 20 верст. По сему острову рассеяны хребты и горы высокие; на поверхности их голец щебень и утесы; а между ими пади и речки глубокие. На Северном конце острова верст на пять низменное место, на котором родятся разные коренья; близь сего острова лежат четыре маленькие островка не подалеку друг от друга. На нем, как около хребтов в падях и над речками, так и по всему острову на Северном и Восточном берегах ростет хороший березник, Ольховник, Рябинник и Тальник стоячей высокой, между ими ростет Райма и еще лес, подобной березнику; лист на нем такой же, а разнствует крепостию и цветом, подобным цвету черемухи. По всем гористым местам ростет сланцовой кедровник и прегустой камышник местами в обыкновенную трость. Из хребтов выпадают хорошие речки, в которые во время лета идут из моря гольцы, Кунжи и Горбуши. На Северной стороне посреди острова озеро большое, из коего течет в море речка, в которую из моря идет рыба разных родов. Подле моря на ярах в падях и близ речек ростут большие травы, высокие с толстою трубкою, сладкие, из коей сидят вино, Кутагарник, Морковник, Шеломайник, Черемша, разная кислица, приморские Пырей и другие болотные травы; на сухих местах ростут разные цветы, зверобой, разных родов Сарана и коренье Миту и Чакича называемое, в довольном количестве. На Северной стороне по многим местам родится довольно полевого гороху, земля местами черная и влажная, ягоды родятся рябина, крупный сладкий Шипишник; Лисицы водятся красные и беловатые и великое множество крыс. Около острова по многим местам бухты, которые Байдарам вместо пристаней служат, а на полуденной стороне острова есть и такая, где всякие суда приставать могут. Около острова как на полуденном, так и на Северном конце и в утесах видны жилы на подобие серебряной руды, а по другим местам разного вида беловатые и красные, из которых три камня дворянином Антипиным, бывшим на сем острове, привезены были в Иркутск, и по исследованию г. Карамышева нашлось, что в одном из них медная калчаданная руда со вмешанным кварцом, может дать из 100 от 10 до 15; в другом стальноплотной чистой колчедан, содержащий большую часть серы горючей и несколько железа, к тому примешан кремнистой кварц; из сего колчедана можно делать серу горючую, зеленой купорос и красную краску. В третьем серной колчедан, содержащий весьма малую часть меди, сидящей в горносальной с малою частию смешанной породе. Около острова водятся Бобры и Нерпы, для промыслу оных приезжают мохнатые Курильцы с островов Еторпу, Кунасыра, Чикота и других, и живут до Августа, а некоторые остаются тут и зимовать.

#### Посещение кругосветной экспедицией Лаперуза
В 1787 году традицию западноевропейского описания Урупа продолжил французский мореплаватель Жан Франсуа де Гало де Лаперуз. Участники возглавляемой им кругосветной экспедиции присвоили северному мысу Урупа название «Кастрикум» в память об одном из кораблей предыдущего исследователя из Западной Европы, посетившего Уруп за 144 года до этого. Корабль де Фриза — флейт «Кастрикум» — получил своё имя по названию небольшого приморского города Кастрикюм (Castricum), в нидерландской провинции Северная Голландия к северо–западу от Амстердама.

#### Второе русское поселение (Звездочётова)
Второй этап освоения русскими о-ва Уруп начался в 1794—1795 гг., когда по инициативе «колумба российского» Г.И. Шелихова была возобновлена русская колония на этом острове. Она располагалась в той же бухте Ванинау, называемой в настоящее время Алеуткой. Можно выделить, по крайней мере, две причины, побудившие Г.И. Шелихова возобновить колонию на Урупе: перспективы налаживания торговых отношений с Японией, для чего необходимо было иметь базу поблизости, и возможность вести промысел пушных зверей, особенно каланов.
В 1794 году на судне «Св. Алексей», снабжённом необходимым запасом продовольствия, оружия и снаряжения, на Уруп отправился Курильский отряд, состоящий из 31 человека промышленных, 4 посельщиков, 2 алеутов и 3 женщин.
Первых колонистов насчитывалось порядка 40 человек (в том числе русские, алеуты и камчадалы). Командовал колонистами передовщик В. К. Звездочётов. Первые поселенцы строили дома, разводили огороды, сеяли ячмень, пшеницу, рожь, овёс, пшено, коноплю и содержали стадо коров.
Из вновь прибывших не все остались в бухте Ванинау. Часть поселенцев решила зимовать в местечке Макотан, семнадцать человек поселилась в Тобо (Тобо или Тохо — местность в устье протоки из озера Токотан). Остров Уруп было решено назвать «островом Александра» (по имени внука Екатерины II, будущего Александра I).
Звездочётову удалось наладить торговые контакты через айнов с японцами, от которых он получал продукты питания и вино. Звездочётовцы ежегодно добывали красную рыбу для пропитания на охотской стороне острова в районе озера Токо. Промысел каланов также был успешным.
Вскоре поселение на Урупе стало использоваться в качестве базы Аляскинской Российско-Американской котиковой компании.
В 1799 году сибирское купечество, объединённое в Российско-Американскую компанию,  вдохнуло новую жизнь в это русско-алеутское поселение, основав склады и дав ему название «Курилороссия».
В 1800 году была начата японская колонизация соседнего Итурупа, а жителям Кунашира и селений Аккеси и Немуро на острове Эдзо строжайше запретили торговлю с русскими колонистами Урупа.
В 1801 году группа японцев, возглавляемая чиновниками Гэндзюро Тояма (варианты личного имени — Мотодзюро, Ясутака) и Ухэида Мияма (вариант личного имени — Ухейда), высадилась на Урупе и буквально на глазах у российских подданных установила столб с надписью, аналогичный тому, что уже был установлен на Итурупе. На столбе были начертаны 9 иероглифов, означающих: «Остров подчиняется великой Японии пока существуют небо и земля».
С 1803 года японские чиновники стали чинить препятствия торговым связям матсмайских и итурупских айнов с факторией Звездочётова. Поступления продуктов питания, тканей и других необходимых вещей прекратились, и русские поселенцы попали в тяжёлое положение. Поэтому в 1804 году было принято решение возвращаться на родину.
По позднейшим сведениям, начальник поселения передовщик В. К. Звездочётов умер в апреле 1805 года. Находившиеся с ним люди, не имея никаких средств к существованию, через некоторое время после его смерти покинули Уруп. Они на байдарах достигли о-ва Шумшу, где застали судно приказчика Российско-американской компании Баннера, и по окончании промысла были перевезены им в Ново-Архангельск. Таким образом звездочётовское поселение на Урупе было сведено японцами на нет посредством экономического удушения (через запрет на торговлю с ним айнам, зависевшим от торговли с Японией).

#### Высадки Хвостова-Давыдова, Головнина
В 1805 году о проникновении японцев на Южный Сахалин и соседние острова Кунашир и Итуруп узнал руководитель РАК Николай Резанов, который прислал наводить порядок лейтенантов Николая Хвостова и Гавриила Давыдова.
В мае 1806 года очередная группа японских посланцев русских на острове не обнаружила — там остались только несколько айнов.
На Уруп и Итуруп Хвостов и Давыдов добрались весной 1807 года.
Русский бриг «Юнона» под командованием И.А. Хвостова и тендер «Авось» под командованием Г.И. Давыдова подходили к Урупу 1 июня 1807 г. Штурман с тендера «Авось» по возвращении с берега доложил, что «видел жилище русских, почти уже обвалившееся, но нет ни следа человеческого и никакого признака недавнего пребывания в сем месте людей; дороги даже поросли травою. Он нашел оставленную бочку и несколько фляг, видел над одной могилой крест, а над другою доску с надписью, из коей видно, что доска поставлена в 1805 году в апреле, что Звездочетов, трое промышленных, посельщик и одна женщина померли и что они промышляли на сем острове благополучно». Кроме этого, моряки видели «две или три травяных юрты, кузницу и один балаган для сушения рыбы… а на берегу… — старую байдару, занесенную уже песком».
В дальнейшем Хвостов и Давыдов  уничтожили военные сооружения японцев на соседнем Итурупе, восстановили там русские пограничные знаки и оставили на острове гарнизон из пяти матросов. Резанов послал протест японскому правительству, указав, что на север от острова Матсмай все земли и воды принадлежат русскому императору. 
В июне 1811 года капитан-лейтенант В.М. Головнин, обследуя Курильские острова, подошел на шлюпе «Диана» к Урупу. Мичман Ф. Мур и штурманский помощник В. Средний на шлюпе заходили в гавань. На берегу ими были обнаружены юрты, балаган, два креста и лежащее на боку на низком месте на расстоянии 1,5 кабельтовых от берега старое судно. Это было последнее свидетельство о поселении Звездочётова.

Российский мореплаватель В. М. Головнин отмечает, что вплоть до начала XIX века остров по-разному назывался на географических картах различных народов:
Уруп иностранцы пишут Компанейская земля, а Российская Американская компания называет островом Александра.

#### Третье русское поселение (база РАК)
После небольшого перерыва в начале 1820-х гг. Курильскими островами вновь заинтересовалась теперь уже могущественная Российско-американская торгово-промышленная компания, существенно подорвавшая к этому времени промысловую базу на Алеутских островах, в Северо-Западной Америке. В 1823 году главное правление компании начало длительную переписку с правительственными учреждениями по поводу заселения 18-го Курильского острова Александра свободными хлебопашцами. В 1827 года такое разрешение было получено, но к этому времени компания полностью изменила свои планы и решила возобновить на Урупе промысловую факторию. Начался третий этап русского заселения острова. Побудительной причиной для этого послужило появление большого стада морских бобров у Курильских островов. Инициатором нового заселения являлось главное правление компании, а реализовал план правитель русских владений в Америке капитан 2-го ранга П.Е. Чистяков.
23 апреля 1828 года российское поселение на острове было восстановлено.
В 1828 году он отправил из Ново-Архангельска на Уруп бриг «Байкал» под командованием мичмана Адольфа Карловича Этолина, который возглавил Курильский отряд. Он состоял из 12 человек русских и 49 кадьякцев. Отряду были приданы 20 промысловых 2-лючных байдарок и 2 большие байдары дня перевозки груза. Для устройства нового поселения на бриге имелись строевой лес, доски, кирпич, четыре пушки и артиллерийские припасы к ним, инструменты, материалы, запас провизии на 2 года и другие необходимые вещи. Как русские, так и алеуты были вооружены исправными ружьями. Байдарщиком поселения был назначен Сысой Слободчиков, служивший ранее начальником Озерского редута в архипелаге Александра, недалеко от Ново-Архангельска (Ситки), а его помощником — Андрей Мыльников. Мичману Этолину предписывалось выбрать место для поселения и для батареи, сгрузить груз и далее следовать на «Байкале» на север вдоль гряды островов, приглашая аборигенов привозить на продажу меха в новую факторию. С. Слободчиков первоначально разместил отряд в четырех палатках, а потом приступил к строительству казармы для русских, юрты для алеутов и амбара для припасов. Казарма была построена из досок, сверху обложена дерном и засыпана землей, в ней имелись небольшие окна, световой люк, печь, сложенная из привезенного кирпича. В жилом помещении была отгорожена отдельная комната для Слободчикова. Пушки были установлены на батареях и всегда содержались в боевой готовности. Единственно, что не было сделано в соответствии с инструкцией П.Е. Чистякова, — это бревенчатый тын вокруг поселения. Не хватало ни сил, ни времени, ни бревен. После этого часть алеутов была послана для обследования острова, а несколько позднее начался интенсивный промысел каланов. Небольшие партии алеутов доставлялись на судах компании на Северный Чирпой, Симушир, Кетой и другие острова. Только в течение 1828-1829 гг. промысел на Урупе доставил компании мехов более чем на 800 000 рублей.
В связи с успешным промыслом каланов, принесшим компании большой доход, встал вопрос об организации Курильского отдела Российско-американской компании. В архиве внешней политике России сохранилась примечательная переписка о предоставлении Курильских островов в заведование компании и о прекращении сбора ясака с курильцев. Она была начата в 1830 году и закончилась положительным решением вопросов.
В 1830-40-е гг. поселение стабильно развивалось. Там постоянно проживало от 30 до 70 переселенцев из русских владений в Америке под управлением нескольких русских креолов. При переселении на Курилы предпочтение отдавалось молодым семейным людям и должникам компании. Периодически проводилась частичная ротация поселенцев, и по истечении 4-5 лет население острова полностью заменялось, но некоторые оставались на 2-3 срока. К моменту прибытия на Курильские острова кадьякцы и алеуты уже имели опыт многолетнего общения с русскими. Все, как правило, хорошо говорили как по-русски, так и на родном языке, соблюдали видимость приверженности к ценностям христианской религии, были одеты в одежду импортного происхождения, пользовались бытовыми предметами (посуда, домашняя утварь, инструменты), поставляемыми компанией в обмен на меха. Компания снабжала поселенцев и продуктами питания (мука, сахар, патока, крупы, соль и т.д.), составляющими примерно до 30 процентов пищевого рациона переселенцев, причем импортные продукты питания в этот период имели статус наиболее предпочтительных. Каждый год селения Курильского отдела посещали суда компании, которые привозили все необходимое, забирали пушнину и отвозили ее в Охотск.

### В составе Российской Империи
В 1855—1875 годах Симодский трактат сделал остров самым южным из Курильских островов, находящихся в официальном владении Российской империи. В том же 1855 году в рамках действий на тихоокеанском театре Крымской войны остров был оккупирован англо-французской эскадрой (английский фрегат «Пик» и французский фрегат «Сибилла»), но возвращён России по условиям Парижского мира в 1856 году. Во время англо-французской оккупации приграничный с Японией остров получил название «остров Альянса» (вариант перевода — «Союзный остров»). Снабжение он получал из Хакодате, который по договору об англо-японской дружбе 1854 года стал открытым для британских судов. Временным губернатором острова в этот период был назначен местный алеут. Был нанесен значительный материальный ущерб, но уже через 2 года все это было восстановлено.
После ликвидации Российско-американской компании в 1867 году почти все русские выехали с Курильских островов, а алеуты остались и продолжали вести промысел. В тот период местные жители были фактически представлены самим себе, а их снабжением занимался петропавловский купец А.Ф. Филлипеус. Другой петропавловский купец, П.Г. Лемашевский, получил в 1869 году разрешение перевезти 27 алеутов с Урупа в гавань Буссе на Сахалине. Причем, судя по записке самого купца, алеутам на новом месте очень понравилось. Судя же по официальным данным, алеуты сразу же по прибытии на Сахалин стали просить вернуть их на о-в Уруп. Их просьба была удовлетворена, и в июне 1870 года на бриге «Ольга» они были перевезены на Уруп и Симушир.

### В составе Японии
7 мая 1875 года в Санкт-Петербурге был подписан договор, по которому Российская империя передала Японии права на все 18 Курильских островов, остававшихся до того времени во владении России (в том числе и Уруп), в обмен на японскую часть Сахалина. Таким образом границы были урегулированы. Японцы тут же разрушили русско-алеутскую базу.
Согласно административно-территориальному делению Японии остров стал относиться к уезду (гуну) Уруппу (т.е. Уруп в японском произношении), который охватывал не только сам Уруп, но и все острова на север до Броутона. Уезд в свою очередь входил с 1876 по 1882 год в состав провинции Тисима под управлением Комиссии по колонизации Хоккайдо; с 1882 до 1886 года — в состав префектуры Нэмуро, после — префектуры Хоккайдо.
Несмотря на формальный японский контроль, на Уруп в это время часто наведывались английские зверопромышленники и браконьеры. На тот момент Япония не имела сильного военного флота, а потому её суверенитет над островами до конца XIX века оставался в значительной степени эфемерным.
Гражданское японское население имелось в период японской колонизации (1875—1945), но вследствие Второй мировой войны было переселено на Хоккайдо. С помощью подневольной рабочей силы японцы построили дорогу и аэропорт в северной части острова (Хигаси-Кумохара, с деревянной ВПП, на мысе Кастрикум). В работах были задействованы в основном корейцы, военнопленные американцы из оккупированных Филиппин, а также голландцы из оккупированной Индонезии. Для 3000 военнопленных на острове был организован концлагерь (предположительно, в северной части острова), но перед приходом советского десанта японский гарнизон утопил военнопленных в барже над местом с большой глубиной. Японцы также создали несколько лисопитомников для снабжения своих войск меховой одеждой с целью ведения войны в суровых условиях холодной сибирской зимы. По окончании войны многие лисы были выпущены на волю и одичали.
В сентябре 1944 года с Симушира на Уруп — в район современного залива Новокурильского или бухты Новокурильской (яп. Мисима), реки Быстрая (яп. Каймэн) и урочища Компанейское — была передислоцирована и оставалась там вплоть до 1945 года японская дивизия численностью около 6000 человек.
31 августа 1945 года японские войска капитулировали без боя перед высаженными советскими войсками.

### В составе СССР, РСФСР, Российской Федерации
В 1945 году Уруп был занят войсками СССР.
2 февраля 1946 года включён в состав Южно-Сахалинской области.
2 января 1947 года включён в состав Сахалинской области РСФСР.
В 1946—1991 годах на острове размещался контингент погранвойск СССР.
Территориальная принадлежность Урупа, в отличие от более южных островов, Японией в настоящее время не оспаривается. Сан-Францисский мирный договор 1951 года официально зафиксировал эту японскую позицию, но СССР он не был подписан.
В 1981—1985 годах советские, а также в 2007 году российские учёные обнаружили остатки русских поселений на острове и целый ряд артефактов.
С 1991 года в составе России, как страны-правопреемницы СССР.